# Sénat (Uruguay)
Pour les autres articles nationaux ou selon les autres juridictions, voir Sénat.
50e législature
Palais législatif

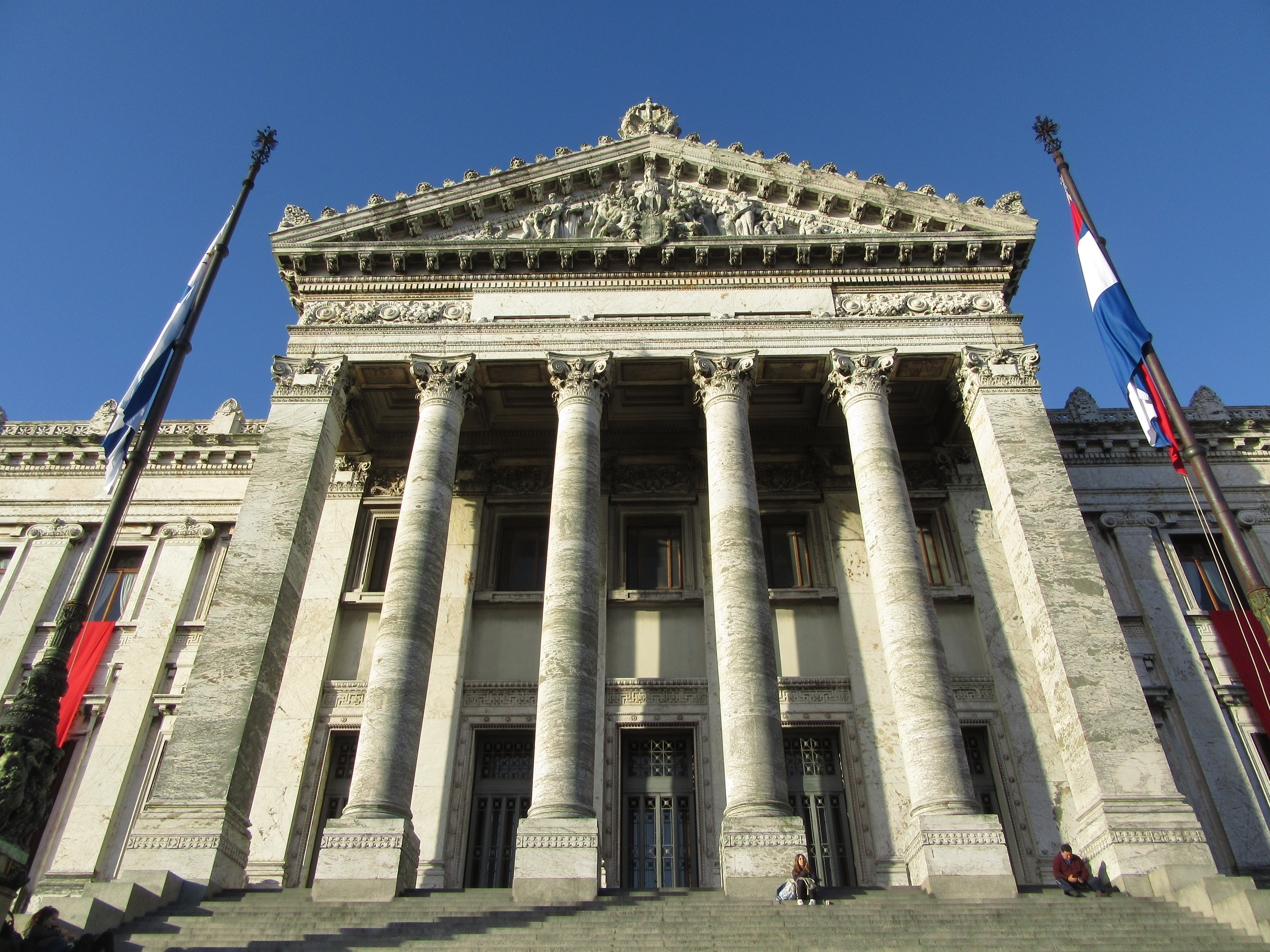
Le palais législatif siège de l'Assemblée générale de l'Uruguay.

Le Sénat  (en espagnol : Senado), aussi appelé Chambre des sénateurs (en espagnol : Cámara de Senadores), est la chambre haute de l'Assemblée générale de l'Uruguay. Il est issu de la Lex Magna de 1967, qui a conservé la structure bicamérale mise en place en 1830.

## Composition
Le Sénat est composé de 31 membres :
- 30 sénateurs élus au scrutin direct ;
- le vice-président de la République, qui en est de droit président avec droit de vote.

## Système électoral
Le renouvellement du Sénat se déroule conjointement à l'ensemble des institutions du pays, le seul vote de l'électeur pour un parti comptant pour ses candidats à la présidence, à la vice-présidence, à la chambre des représentants, et au Sénat, selon un système électoral connu sous le nom de Ley de lemas.
Le Sénat est doté de 30 sièges pourvus pour cinq ans au scrutin proportionnel plurinominal dans une unique circonscription nationale.
Une fois le décompte des suffrages terminé, la répartition des sièges se fait à la proportionnelle sur la base du quotient simple, et les sièges restants selon la méthode de la plus forte moyenne. Les candidats doivent avoir au moins 30 ans pour être sénateur. Le vice-président devient également le président du Sénat. Le nombre de sièges composant celui-ci étant pair, la voix du vice-président peut être déterminante pour départager les votes à la majorité absolue.
Le scrutin se déroule le dernier dimanche d'octobre.
Pour être éligible au siège de sénateur il faut être âgé de trente ans au moins et jouir de ses droits de citoyen uruguayen depuis au moins sept ans.
Le mandat de sénateur est compatible avec la fonction de membre du Gouvernement.

## Présidence
La présidence est exercée par Carolina Cosse, vice-présidente de la République, depuis le 1er mars 2025.